# Дизайн-завод
«Дизайн завод», ранее — «Дизайн-завод „Флакон“», — торгово-выставочный и офисный комплекс в Бутырском районе Москвы на территории бывшего Хрустального завода имени Калинина. Открыт в 2009 году, площадь выставочных и торгово-офисных пространств составляет 25 тыс. м².

## История
Комплекс был основан как «Дизайн-завод „Флакон“» российским предпринимателем Николаем Матушевским, специализировавшимся на выкупе промышленных предприятий в Москве с последующим перепрофилированием в офисные центры, среди скупленного — завод «Электролуч» на Большой Пироговской улице, завод «Манометр» на Нижней Сыромятнической и Научно-исследовательский институт химического машиностроения на Большой Новодмитровской.
Матушевский выкупил остановленный Хрустальный завод имени Калинина у французских собственников в 2005 году. Матушевский являлся владельцем и генеральным директором управляющей компании Realogic.
Первоначально планировался полный редевелопмент территории завода и строительство делового центра, для оценки проекта было привлечено агентство Knight Frank, но с наступлением кризиса 2008 года от требовавшего 56 млн долларов проекта предприниматель отказался, упростив концепцию. В 2009 году в замену инженерных сетей и инженерной инфраструктуры зданий, вывоз устаревшего производственного оборудования и очистку территории было вложено 10 млн долларов, в качестве целевых арендаторов были выбраны рекламные агентства и дизайн-студии, будущие арендаторы получили возможность организовать необустроенные помещения по собственным дизайн-проектам.
По оценке журнала «Секрет фирмы», на 2013 года доход «Флакона» от долгосрочной аренды составлял около 200 млн руб. в год, краткосрочной аренды площадок для мероприятий — около 20 млн руб. Возврат инвестированных в проект $10 млн планировался на восьмой-девятый год после открытия (2017—2018 год).
В апреле 2019 года «Флакон» был объединён с созданным в 2015 году и находящимся по соседству комплексом «Хлебозавод № 9», однако в декабре они вновь были разделены. В 2021 году Матушевский продал «Дизайн-завод „Флакон“», оставив при этом себе бренд «Флакон», после чего комплекс стал называться просто «Дизайн-завод».

## Организация

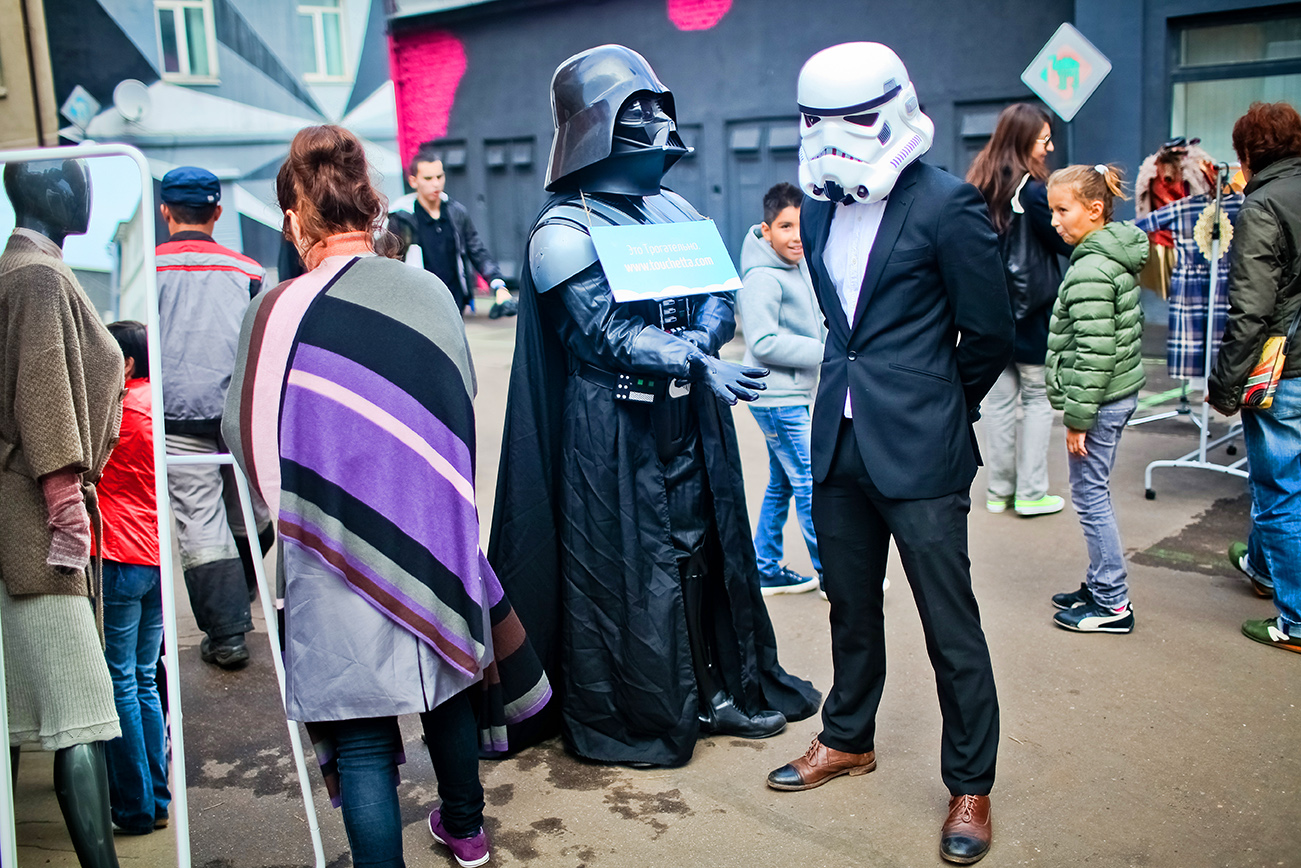
Ярмарка на территории «Флакона»

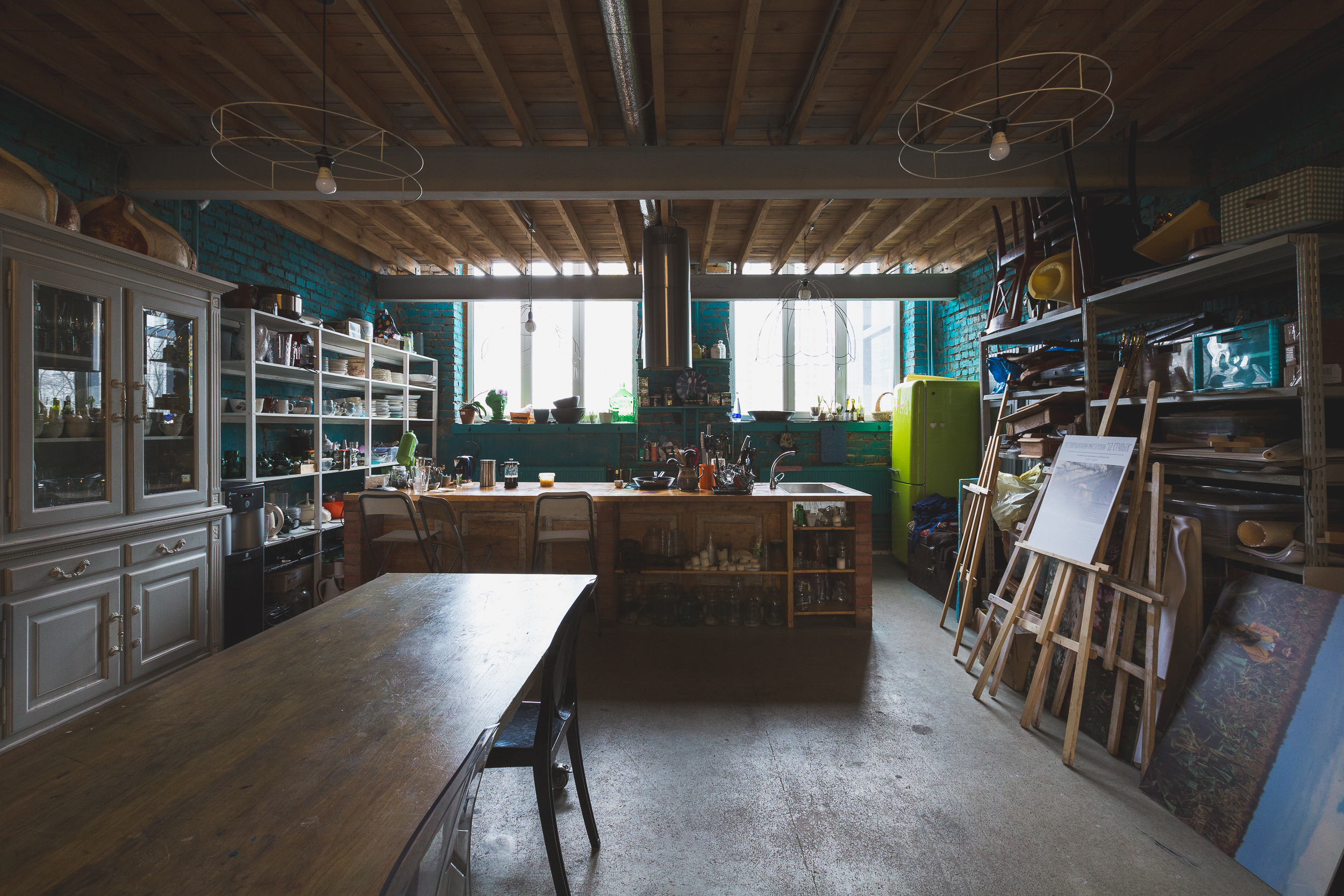
Кафе на территории «Флакона»

Помещения «Дизайн-завода» оцениваются как «офисы класса F» по аналогии с общепринятой классификацией — A, B, C и D.
Среди арендаторов комплекса по состоянию на середину 2010-х годов были общественно-политический телеканал «Дождь», компания Seasons Project (в которую входят одноимённый журнал, дизайн-студия, творческие курсы и детский клуб), в отдельном здании расположены выставочные залы и магазины дизайнерской одежды. Площади в комплексе арендуют магазины Electra Bicycle Company, «Республика», «Чиптрип», Kangol, G-Shock, GoPro.
На территории комплекса расположено три специализированных площадки для проведения мероприятий — The Cube (занимает пространство одного из цехов и включает выставочный и конференц-зал), в отдельно стоящем здании находится двухуровневое пространство со сценой «Кафедра» (ориентированное на образовательные и культурные события), третья площадка используется для небольших мероприятий. Также на территории работает два коворкинга: Flacon Coworking и Start Hub, последний в дополнение к рабочим местам предлагает образовательную программу, встречи с предпринимателями и венчурными инвесторами и позиционируется как «бизнес-акселератор» или «бизнес-инкубатор». С 2010 года в комплексе работают ремесленные мастерские, идея которых была предложена участниками первой московской игры «Город будущего»: кузнечная, швейная, мастерские высокой печати и работы по дереву (DIY-Академия), студия предметного дизайна и прототипирования.

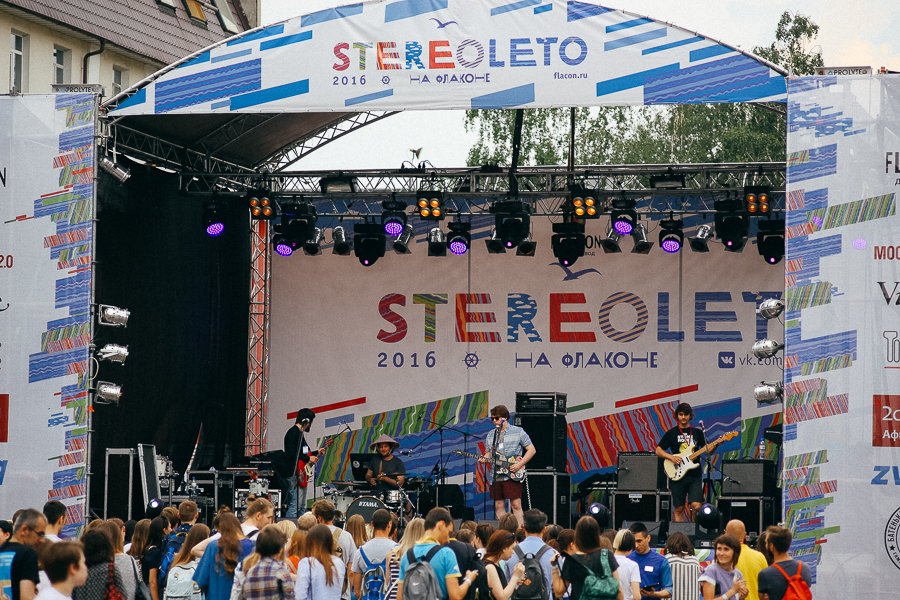
Сцена фестиваля Stereoleto, проходившего на территории «Флакона» в 2016 году

В 2015 году начала работу радиостанция дизайн-завода — «Радио Флакон».
В комплексе ежегодно проводятся мероприятия по празднованию дня города и проводится весенний фестиваль журнала Seasons of Life «Дизайн-Субботник», с 2015 года на территории центра проходит тематический «День Франции», в 2015 году проведён городской фестиваль дизайна, год спустя — конференция о городской культуре и инициативах.

## Награды
В 2011 году в российской версии журнала Forbes предприятие было включено в список 14 проектов, изменивших облик Москвы к лучшему за предшествовавшие 20 лет.